# Cinosarges
El Cinosarges (grec antic: Κυνόσαργες, «Kynósarges») o Cinosargos va ser un temple d'Hèracles, un bosquet circumdant i un gimnàs públic a Atenes, a l'antiga Grècia, conegut per ser el lloc on es reunien els filòsofs cínics. Estava situat als afores de la muralla de l'antiga Atenes, a la riba sud del riu Ilissos, prop de la porta de Diomeia. No se sap la seva localització exacta, però es pensa que era a la zona sud d'Atenes.
L'origen d'aquest nom s'explicava per una llegenda sobre un gos blanc o àgil. Etimològicament la paraula està formada pels mots κυνός («kynós», genitiu de κύων 'gos') i ἀργός («argós», 'blanc', 'brillant' o 'àgil'). Una història que recull Suides explica que una vegada, quan un atenenc anomenat Dídim feia un sacrifici als déus, un gos blanc (o àgil) li va robar l'ofrena. Alarmat, Dídim va consultar un oracle, que el va tranquil·litzar dient-li que edifiqués un temple a Hèracles al lloc on el gos havia deixat l'ofrena.
Heròdot esmenta un temple en aquell lloc l'any 490 aC que es va convertir en un famós santuari, on al culte a Hèracles s'hi havia associat el de la seva mare Alcmena, de la seva esposa Hebe i del seu nebot i ajudant Iolau. A la vora s'hi va construir un gimnàs, dirigit sobretot als nothoi, els fills il·legítims. El lloc es va fer famós per Antístenes, el deixeble de Sòcrates i fundador de l'escola cínica, i s'explica que el nom dels cínics derivava de Cinosarges.